# Hapona muscicola
Hapona muscicola là một loài nhện trong họ Toxopidae.
Loài này thuộc chi Hapona. Hapona muscicola được miêu tả năm 1964 bởi Raymond Robert Forster.